# 纖細似刺鎧蝦
纖細似刺鎧蝦（学名：Paramunida leptotes）为鎧甲蝦科似刺鎧蝦屬下的一个种。